# آنتونی ادگار
آنتونی ادگار (انگلیسی: Anthony Edgar؛ زادهٔ ۳۰ سپتامبر ۱۹۹۰) یک بازیکن فوتبال است.